# ダイセキ
株式会社ダイセキ（英: Daiseki Co., Ltd.）は、愛知県名古屋市港区に本社を置く産業廃棄物処理会社である。

## 概要
1958年（昭和33年）設立。産業廃棄物の中間処理や収集・運搬を行っている。主力は廃油や汚泥処理で、このほかコンクリート離型剤や工業用潤滑油等の製造販売も行っている。

## 沿革
- 1945年（昭和20年） - 三重県にて油脂精製業を創業。
- 1958年（昭和33年）10月1日 - 「株式会社大同石油化学工業」として設立[1]。
- 1970年（昭和45年）9月 - 子会社の北陸ダイセキ株式会社を設立[1]。
- 1984年（昭和59年）2月 - 「株式会社ダイセキ」に商号を変更[1]。
- 1995年（平成7年）7月27日 - 日本証券業協会（現・JASDAQ）に株式を店頭登録[1]。
- 1996年（平成8年）11月1日 - 株式会社ダイセキプラント（現・株式会社ダイセキ環境ソリューション）が分離独立[1]。
- 1999年（平成11年）8月 - 東京証券取引所及び名古屋証券取引所市場第二部に株式を上場[1]。
- 2000年（平成12年）8月 - 東京証券取引所及び名古屋証券取引所市場第一部に指定替え[1]。
- 2007年（平成19年）4月27日 - 田村産業株式会社（現・株式会社ダイセキMCR）を子会社化[1]。
- 2010年（平成22年）9月1日 - システム機工株式会社を100%子会社化[1]。

## 事業所
- 本社・名古屋事業所（愛知県名古屋市港区）
- 関西事業所（兵庫県明石市）
  - 尼崎リサイクルセンター
- 九州事業所（福岡県北九州市若松区）
  - 汚泥改良リサイクルセンター
- 北陸事業所（石川県白山市）
- 関東事業所（栃木県佐野市）
  - 第一工場
  - 第二工場
  - 第三工場
- 千葉事業所（千葉県袖ケ浦市）

## 関連会社
- 株式会社ダイセキ環境ソリューション
- 北陸ダイセキ株式会社
- 株式会社ダイセキMCR
- システム機工株式会社
- 株式会社グリーンアローズ中部
- 株式会社グリーンアローズ九州